# Galegos (Penafiel)
Galegos é uma povoação portuguesa sede da Freguesia de Galegos do Município de Penafiel, freguesia com 3,52 km² de área e 2584 habitantes (censo de 2021), tendo, por isso, uma densidade populacional de 734,1 hab./km².
Outrora era conhecida por São Salvador de Galegos devido ao nome do seu orago, São Salvador.

## História
Em Galegos existem importantes ruínas castrejas e romanas conhecidas por Castro de Monte Mozinho. Um importante património, alvo de diversas campanhas arqueológicas, que permite perceber como funcionava a civilização castreja e romana de outrora.
Outrora era conhecida por São Salvador de Galegos devido ao nome do seu orago, São Salvador, sendo uma povoação importante no trajeto entre a Honra de Barbosa e Paço de Sousa. Era abadia da apresentação da Mitra da Sé do Porto e em 1878 aparece no julgado de Rio de Moinhos.

## Demografia
A população registada nos censos foi:
| Distribuição da População por Grupos Etários | Distribuição da População por Grupos Etários | Distribuição da População por Grupos Etários | Distribuição da População por Grupos Etários | Distribuição da População por Grupos Etários |
| -------------------------------------------- | -------------------------------------------- | -------------------------------------------- | -------------------------------------------- | -------------------------------------------- |
| Ano                                          | 0-14 Anos                                    | 15-24 Anos                                   | 25-64 Anos                                   | > 65 Anos                                    |
| 2001                                         | 542                                          | 417                                          | 1343                                         | 230                                          |
| 2011                                         | 498                                          | 357                                          | 1516                                         | 302                                          |
| 2021                                         | 401                                          | 307                                          | 1467                                         | 409                                          |

## Património
- Castro de Monte Mozinho
- Igreja de Galegos
- Capela De São Pedro

## Desporto
- Associação Para o Desenvolvimento de Galegos